# 宮崎神宮駅
宮崎神宮駅（みやざきじんぐうえき）は、宮崎県宮崎市花ケ島町にある、九州旅客鉄道（JR九州）日豊本線の駅である。事務管コードは▲940503。
宮崎大宮高校・宮崎東高校の最寄り駅であり、通学の便宜を図るため早朝および夕方に特急の一部列車が停車する。

## 歴史

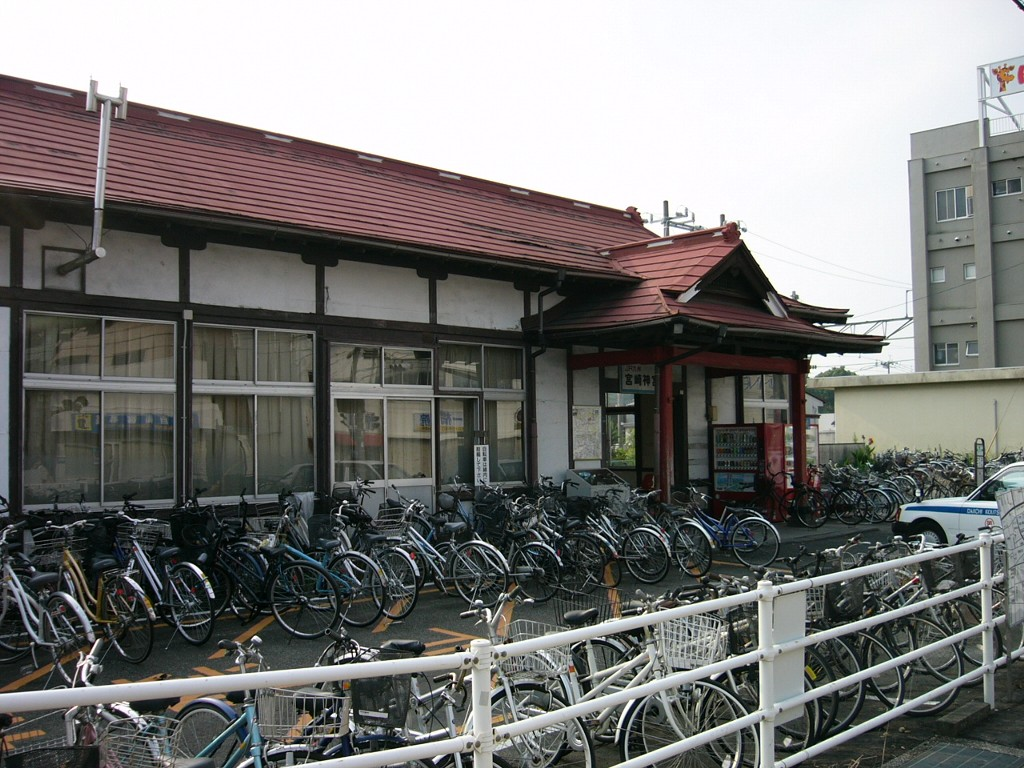
旧駅舎（2003年9月）

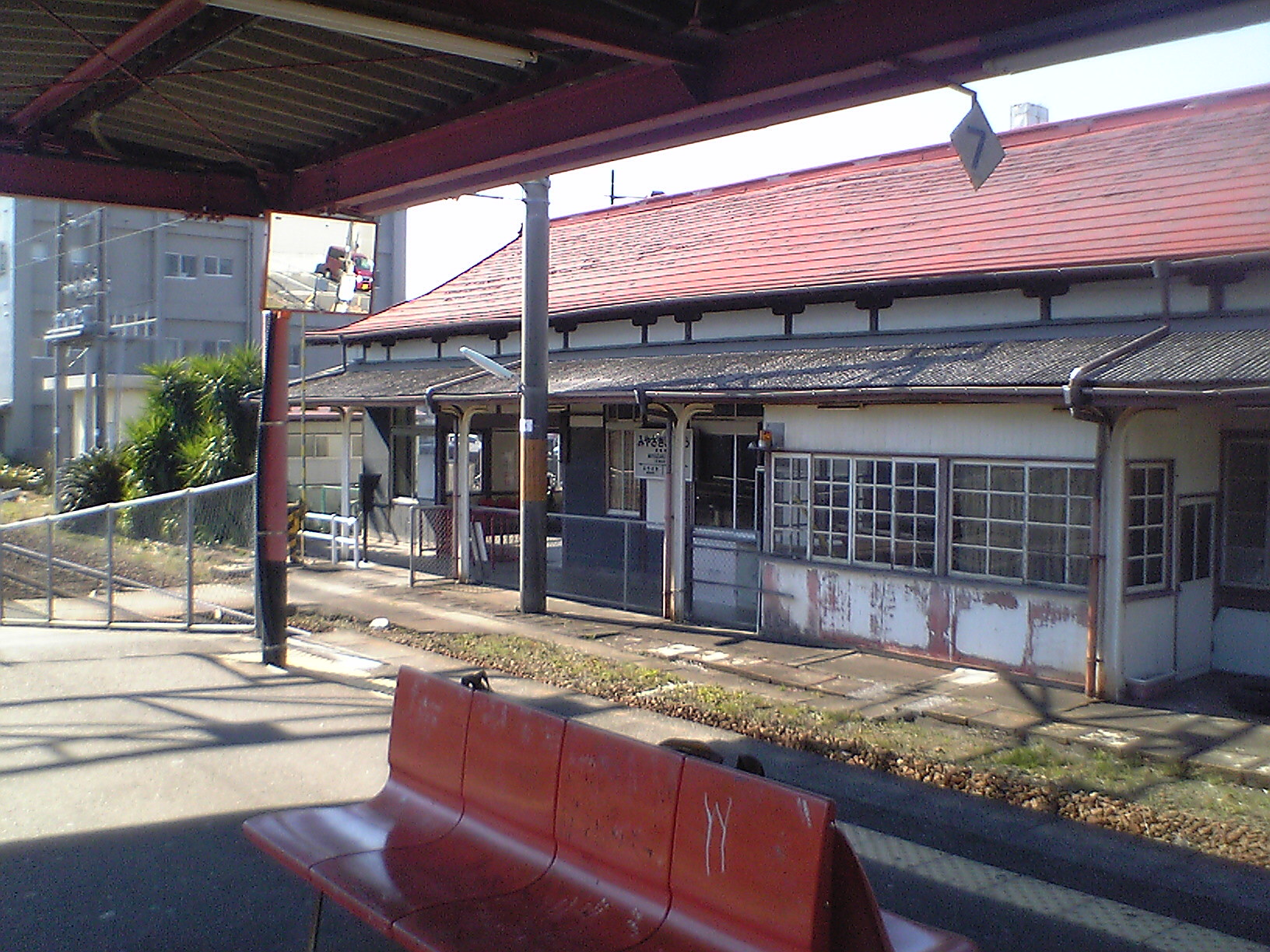
ホームから見た旧駅舎（2007年1月）

- 1913年（大正2年）12月15日：花ヶ島駅（はながしまえき）として宮崎県営鉄道が開設[1][3]。
- 1917年（大正6年）10月25日：宮崎県営鉄道が国有化され[3]鉄道院妻軽便線所管。
- 1945年（昭和20年）8月12日：宮崎大空襲により駅本屋以外構内設備が全焼。
- 1954年（昭和29年）11月10日：宮崎神宮駅に駅名変更[3]。
- 1972年（昭和47年）12月3日：広島駅発西鹿児島駅（現・鹿児島中央駅）行きの急行「青島」の運転手が駅構内の信号を見落としたため安全側線へ進入、脱線。ケガ人は無し。列車は先頭の4両を切り離して西鹿児島駅へ向かった[4]。
- 1984年（昭和59年）2月1日：貨物取扱廃止[3]。
- 1985年（昭和60年）3月14日：荷物扱い廃止[3]。駅員無配置駅となる[5]。
- 1987年（昭和62年）4月1日：国鉄分割民営化に伴い、九州旅客鉄道（JR九州）の駅となる[3]。
- 2007年（平成19年）：駅舎解体[1]。
- 2015年（平成27年）11月14日：ICカード「SUGOCA」の利用が可能となる[6]。
- 2022年（令和4年）4月1日：宮崎支社の発足により、鹿児島支社から同支社へ移管[7]。

## 駅構造
1線スルー構造の島式ホーム1面2線と留置線2線を有する地上駅で、留置線は海側に設置されており、宮崎駅発着の列車が折返し整備を行うために使用されている。跨線橋は無く、1番線のレールを構内踏切で越える。下り方で線路が合流するとまもなく高架線が立ち上がっていき、宮崎駅を過ぎて大淀川手前まで高架が続く。
1925年に竣工した2代目駅舎は、宮崎神宮を模した木造建築で、赤の銅板屋根と朱に塗られた柱などの神宮との調和が考慮されたデザインだった。この風情ある駅舎は、2007年2月末より解体工事が開始され、3月上旬には完了。跡地には鳥居を模した駅名表示板と自転車置き場が設置され、待合室と自動券売機がホーム上屋に設置された。
無人駅だが、自動券売機（ICカード非対応）が設置されている。
IC乗車カード「SUGOCA」の利用が可能（相互利用可能ICカードはSUGOCAの項を参照）で（相互利用可能ICカードはSUGOCAの項を参照）、簡易SUGOCA改札機が設置されている。SUGOCAの販売、およびチャージの取り扱いは行っていない。

### のりば
| のりば | 路線      | 方向 | 行先                      | 備考                |
| ------ | --------- | ---- | ------------------------- | ------------------- |
| 1      | ■日豊本線 | 上り | 延岡・佐伯方面            | 一部列車は2番のりば |
| 2      | ■日豊本線 | 下り | 宮崎・都城 / 宮崎空港方面 |                     |

- 待避列車は上下とも2番線に入り、双方が停車する場合は上り列車が1番、下り列車が2番に入る。駅前後の線形が良好なため、通過する特急列車はいずれも高速で進入する。

ホーム全景（2011年8月）
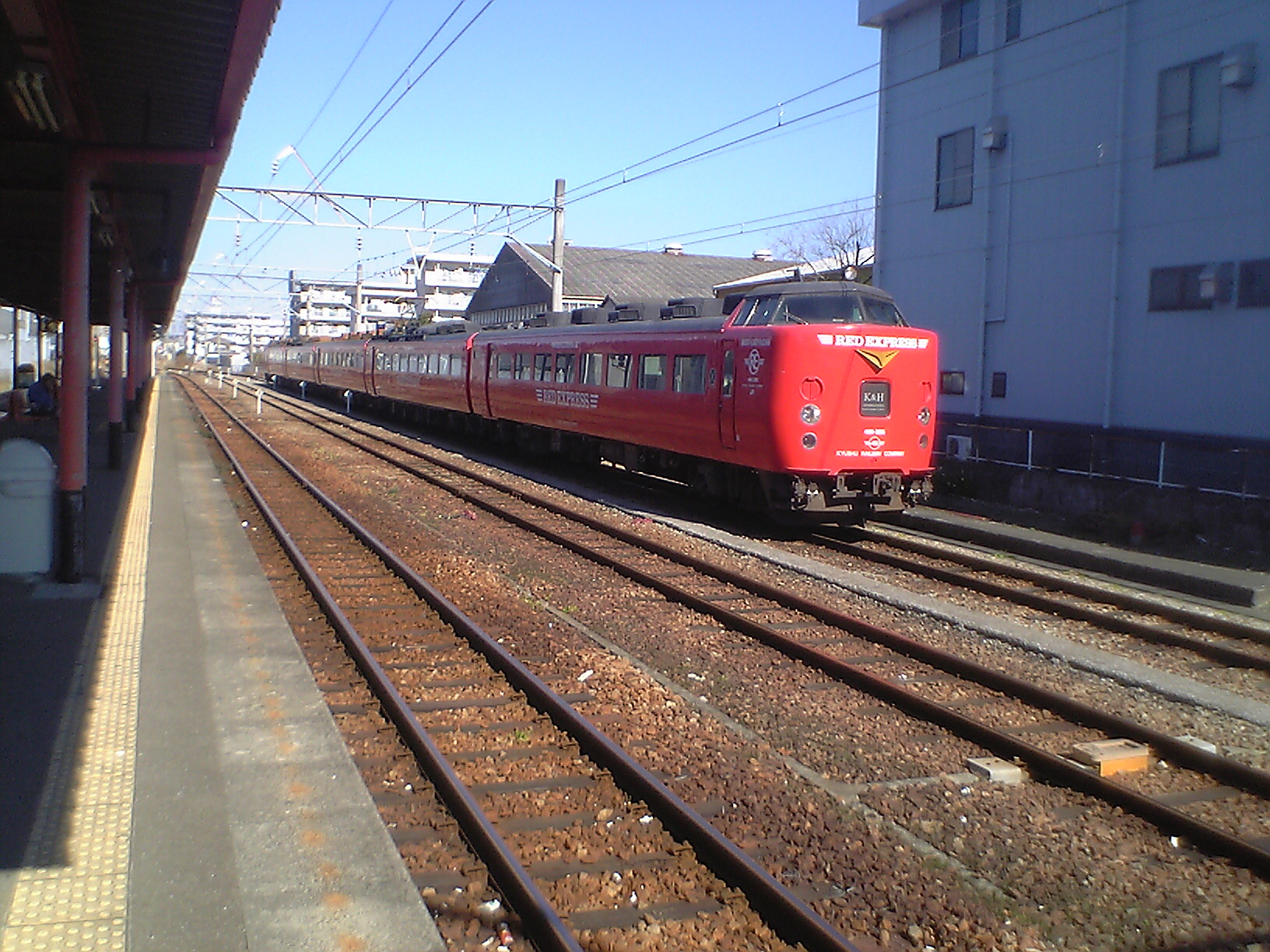
ホームから見た待避線（3番線、4番線）
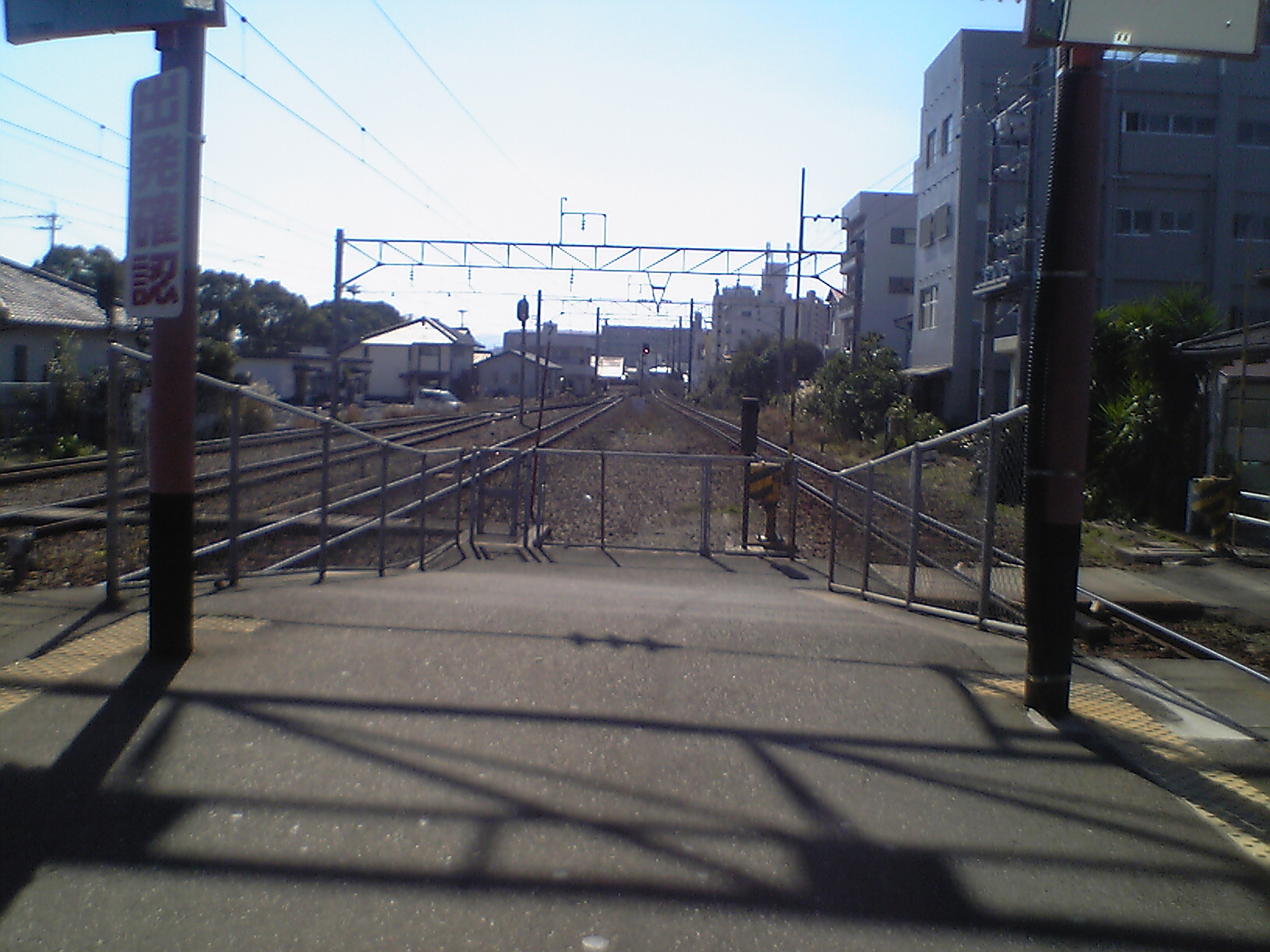
ホームから宮崎駅方面を望む

## 利用状況
2023年（令和5年）度の1日平均乗車人員は530人である。
近年の1日平均乗車人員の推移は以下の通り。
| 年度   | 1日平均 乗車人員 | 出典   |
| ------ | ---------------- | ------ |
| 1996年 | 255              | -      |
| 1997年 | 226              | -      |
| 1998年 | 229              | -      |
| 1999年 | 248              | -      |
| 2000年 | 246              | -      |
| 2001年 | 249              | -      |
| 2002年 | 242              | -      |
| 2003年 | 308              | -      |
| 2004年 | 345              | -      |
| 2005年 | 349              | -      |
| 2006年 | 328              | -      |
| 2007年 | 344              | -      |
| 2008年 | 387              | -      |
| 2009年 | 402              | -      |
| 2010年 | 420              | -      |
| 2011年 | 476              | -      |
| 2012年 | 495              | -      |
| 2013年 | 528              | -      |
| 2014年 | 507              | -      |
| 2015年 | 537              | -      |
| 2016年 | 542              | [ 10 ] |
| 2017年 | 545              | [ 11 ] |
| 2018年 | 537              | [ 12 ] |
| 2019年 | 530              | [ 13 ] |
| 2020年 | 419              | [ 14 ] |
| 2021年 | 443              | [ 15 ] |
| 2022年 | 491              | [ 16 ] |
| 2023年 | 530              | [ 9 ]  |

## 駅周辺

### 文化
- 宮崎神宮[1] - 駅前から参道が伸びる。
- 宮崎県総合博物館 - 宮崎神宮敷地北
- 宮崎県護国神社 - 宮崎神宮敷地西
- 宮崎県立図書館 - 宮崎神宮西
- 宮崎県立美術館 - 宮崎神宮西
- 宮崎県立芸術劇場 - アイザックスターンホールとも呼ばれる。宮崎神宮西。
- 平和台公園

### 公共
- NHK宮崎放送局
- 宮崎神宮東郵便局

### 教育
小中学校
- 宮崎市立大宮小学校
- 宮崎市立東大宮小学校
- 宮崎市立宮崎東中学校

高等学校
- 宮崎県立宮崎大宮高等学校
- 宮崎県立宮崎東高等学校

大学
- 南九州大学短期大学部
- 南九州大学健康栄養学部（宮崎キャンパス）

### その他
- JRA宮崎育成牧場（旧・宮崎競馬場）[1]・ウインズ宮崎
- フレスポ宮崎花ヶ島
- ドン・キホーテ 宮崎店
- 宮崎第一信用金庫 神宮支店
- 高鍋信用金庫 宮崎北支店
- 国道10号

## 隣の駅
九州旅客鉄道（JR九州）
■日豊本線
- 特急「にちりん」「ひゅうが」一部停車駅

蓮ケ池駅 - 宮崎神宮駅 - 宮崎駅